# Pleurothallis thysana
Pleurothallis thysana é uma espécie de orquídea epífita, família Orchidaceae. É planta de baixa altitude que vive nas florestas úmidas do Equador. Trata-se de planta ereta, de caules finos, com uma folhaestreita e longa e inflorescência longa com poucas flores espaçadas, de sépalas glabras, as laterais soldadas, pétalas pequenas e pubescentes e labelo verrucoso espesso obscuramente trilobulado com minúsculos lobos laterais eretos e lobo intermediário longo. O rostelo tem dois lobos laterais curvos e longos. Seu exato posicionamento filogenético é incerto porém sabe-se que esta espécie está incluída entre os clados de Acianthera. Antes esteve classificada em um subgênero de Pleurothallis junto com outras três espécies, o qual depois foi elevado a gênero, Didactylus.

## Publicação e sinônimos
- Pleurothallis thysana Luer & J.Portilla, Revista Soc. Boliv. Bot. 3: 62 (2001).

Sinônimos homotípicos:
- Didactylus thysana (Luer & J.Portilla) Luer, Monogr. Syst. Bot. Missouri Bot. Gard. 103: 310 (2005).